# ニコラ・レミ
ニコラ・レミ（Nicholas Rémy、1530年 - 1616年）は、ジャン・ボダンとド・ランクルに匹敵する魔女狩り人として著名になったフランスの治安判事。
レミは歴史に関する数多くの詩や数冊の本を書いたが、1595年にリヨンで出版された『悪魔崇拝 三部作』 (Daemonolatreiae libri tres) でよく知られている。この本は数回重版され、ドイツ語に翻訳され、最終的にヨーロッパ各地の魔女狩り人の最もよく知られた手引書として『魔女に与える鉄槌』に取って代わった。
レミによれば、悪魔は黒猫や男の形をして人々の前に現れることができ、黒ミサを好むという。悪霊はまた女性と性的関係を持つことができると述べている。レミはロレーヌにおいて15年間で900人の魔女を死刑台に送ったと主張しているが、それを裏付ける記録は現存していない。著書の中では128人の魔女の名を記している。